# Squalus melanurus
Squalus melanurus е вид акула от семейство Squalidae. Видът не е застрашен от изчезване.

## Разпространение и местообитание
Разпространен е във Вануату и Нова Каледония.
Обитава океани и морета. Среща се на дълбочина от 320 до 340 m, при температура на водата от 11 до 18,3 °C и соленост 34,9 – 35,6 ‰.

## Описание
На дължина достигат до 75 cm.